# Cemetery Number 1
Cemetery Number 1 è il quarto album degli Abney Park, pubblicato nel 2000.

## Tracce
1. The Wake
2. Rebirth
3. The Only One
4. Burn
5. Vengeance
6. The Shadow of Life
7. Black Day
8. No Life
9. Abney Park
10. The Change Cage